# Карстенсен, Расмус
Ра́смус Ка́рстенсен (дат. Rasmus Carstensen; род. 10 ноября 2000, Virklund, Центральная Ютландия) — датский футболист, защитник клуба «Кёльн», выступающий на правах аренды за клуб «Орхус».

## Клубная карьера
Карстенсен — воспитанник клубов «Вирклунд» и «Силькеборг». 20 марта 2019 года в матче против «Люнгбю» он дебютировал в Первой лиге Дании в составе последних. По итогам сезоне Расмус помог клубу выйти в элиту. 2 августа в матче против «Хобро» он дебютировал в датской Суперлиге. 7 июня 2020 года в поединке против «Сённерйюска» Расмус забил свой первый гол за «Силькеборг». Летом 2022 года Карстенсен перешёл в бельгийский «Генк». подписав контракт на 4 года.

## Международная карьера
В 2021 году Карстенсен в составе молодёжной сборной Дании принял участие в молодёжном чемпионате Европы в Венгрии и Словении. На турнире он сыграл в матчах против Франции, Германии и России.